# Pariser Ballonpost

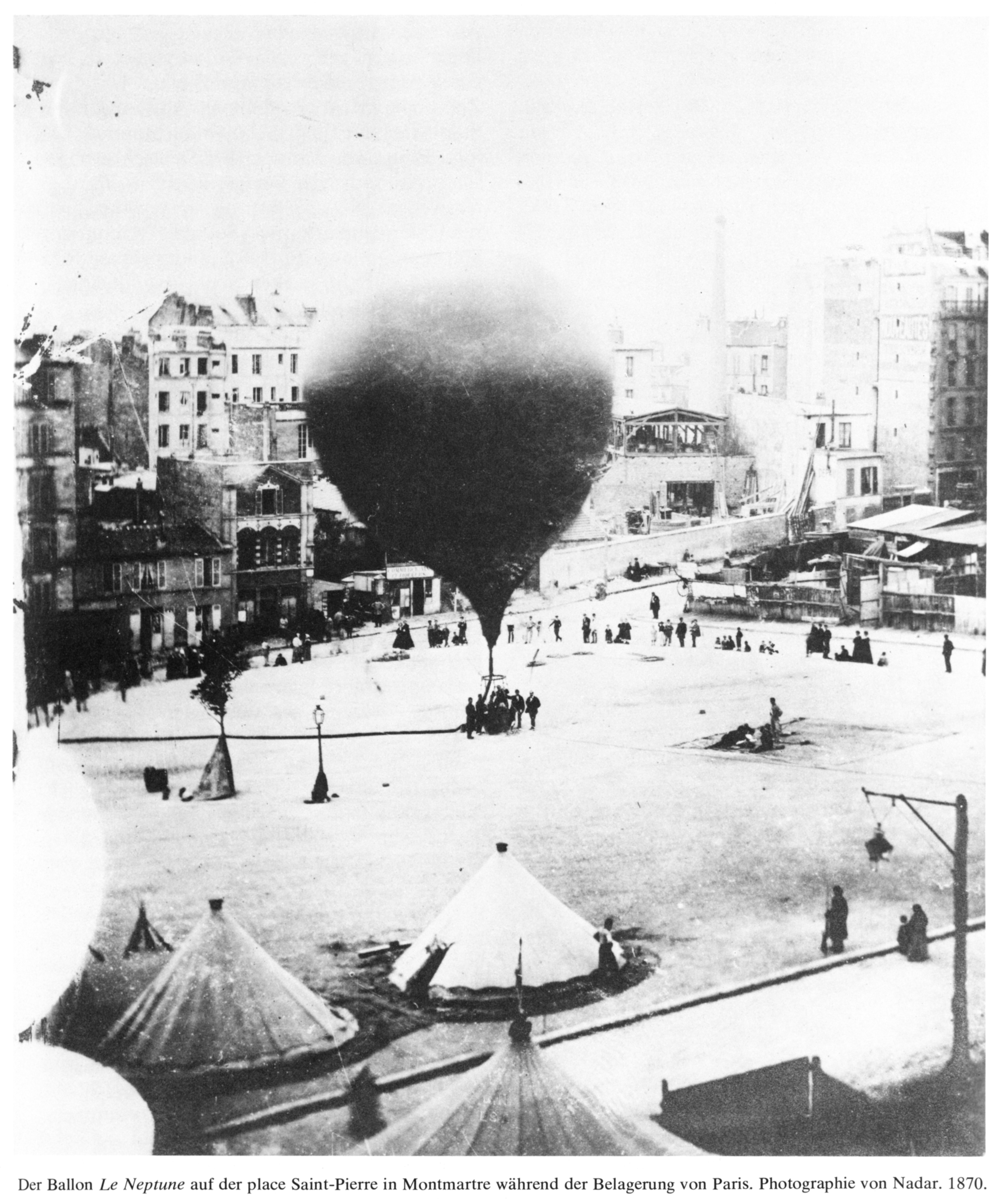
Der Ballon Le Neptune während der Belagerung von Paris 1870, Aufnahme Nadar

Unter Pariser Ballonpost versteht der Philatelist die Postverbindung durch Ballone und Brieftauben zwischen Paris und dem unbesetzten Frankreich während der Belagerung von Paris im Zuge des Deutsch-Französischen Krieges. Diese fand zwischen dem 23. September 1870 und dem 22. Januar 1871 statt. Die Pariser Ballonpost ist ein entscheidender Punkt in der Geschichte der Flugpost.

## Geschichte

### Die Ballonpost und der Einsatz von Brieftauben

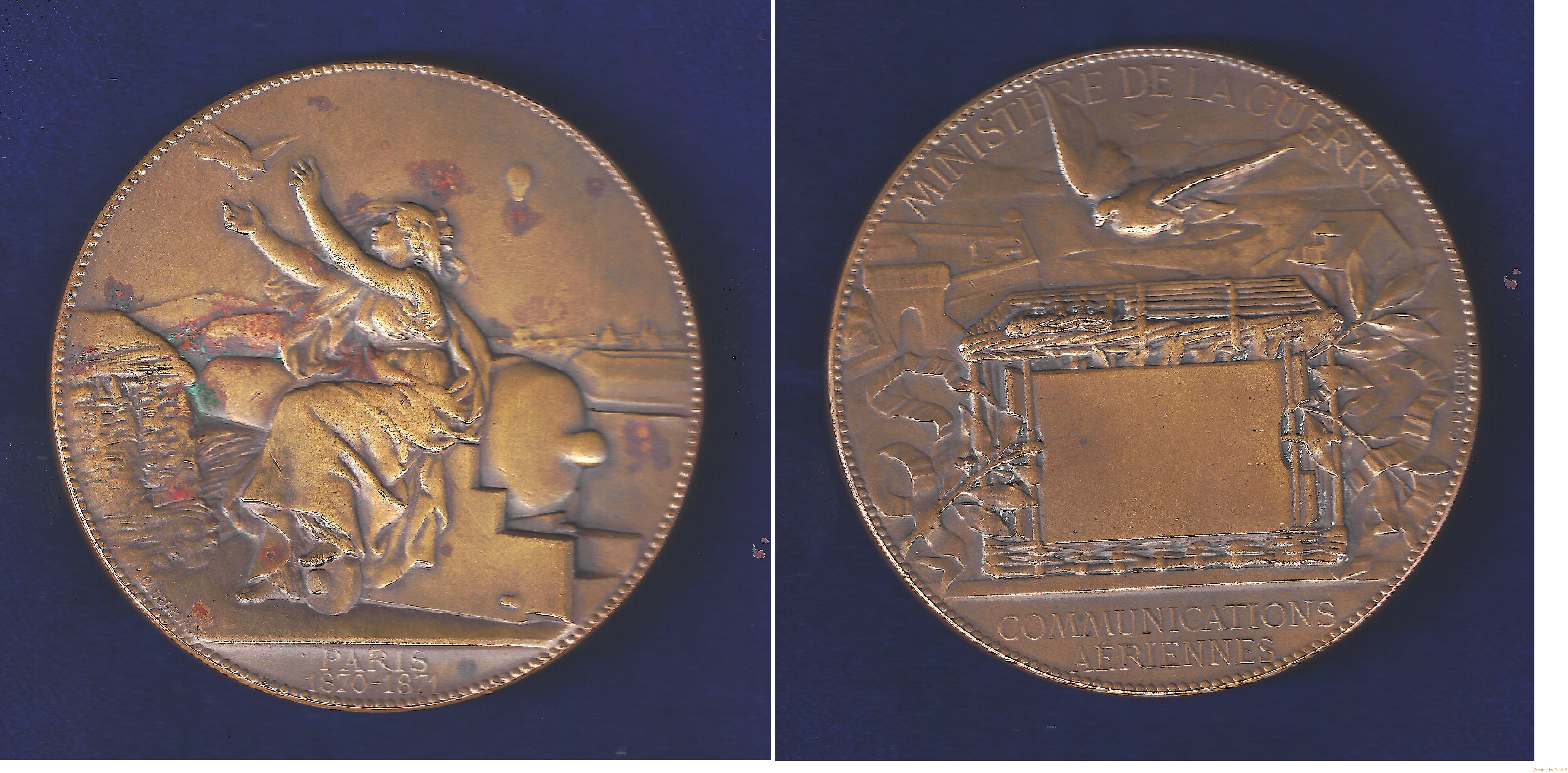
Taubenpost-Medaille von Degeorge zur Belagerung von Paris 1870–1871 im Deutsch-Französischen Krieg, herausgegeben vom französischen Kriegsministerium

Während der Zeit der Belagerung von Paris stiegen insgesamt 67 ungelenkte Ballone auf, die ca. 2,5 Millionen Briefe und Postkarten im Gesamtgewicht von etwa 10.000 kg, 363 Brieftauben, 238 Passagiere und sogar sechs Hunde beförderten. Die meisten der Ballone gingen im sicheren Ausland oder im unbesetzten Frankreich nieder. Drei Ballone fielen den Deutschen in die Hände, zwei wurden Opfer der Fluten. Als Sammelstelle für die versandten Briefe wählte man die französische Stadt Tours aus. Die Ballonpostbriefe wurden zunächst dorthin und dann in weiterer Folge zu ihren Empfängern geleitet.
Die Brieftauben, die nach und nach den Ballonen mitgegeben wurden, dienten für den Transport von Briefen nach Paris. Dies erwies sich als ungleich schwieriger als die Ballonpost. Zunächst wurden die Nachrichten auf extrem leichtes Seidenpapier geschrieben und der Taube umgebunden. So konnte eine Brieftaube jedoch nur sehr wenige Nachrichten befördern. Die erste Taubenpost dieser Art fand am 9. Oktober 1870 statt.
René Dagron versuchte diese Art der Taubenpost zu verbessern. Vor allem war er bestrebt, die Anzahl der Briefe, die eine Taube befördern konnte, zu erhöhen. Er kam auf die Idee, die in Tours gesammelten Mitteilungen als Buchdruck gesetzt auf Gallerthäutchen mikrofotografisch so zu übertragen, sodass eine Brieftaube bis zu 40.000 Briefe mit je höchstens 20 Worten tragen konnte. Bis zur Kapitulation von Paris am 28. Januar 1871 wurden so zwei Millionen Nachrichten als „Pigeongramme“ (Taubentelegramme) übertragen.
In Paris wurden diese Pigeongramme mit Hilfe einer Laterna magica auf einer Leinwand stark vergrößert dargestellt. Die Postbeamten schrieben diese Nachrichten ab und stellten sie den Empfängern zu. Die Gebühr für ein Wort eines Pigeongrammes betrug 50 Centimes.

### Die Ballonpostbriefe

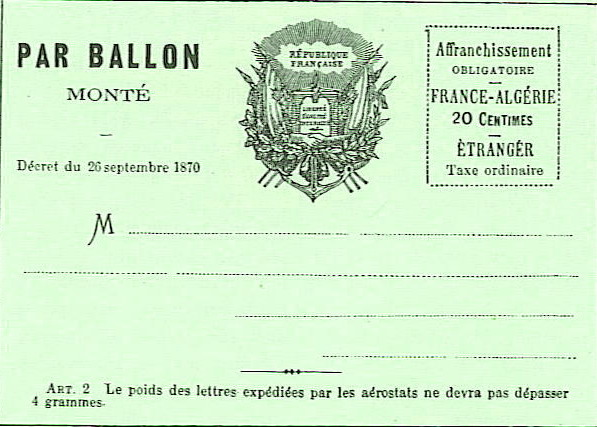
Adressseite eines Ballonbriefes mit der Inschrift Par ballon monté

Bei den Ballonpostbriefen handelte es sich zunächst um Faltpostbriefe aus dünnem Papier. Sie durften das Gewicht von vier Gramm nicht überschreiten. Zahlreiche Verlage und Druckereien stellten solche Briefe her, die der Auflage entsprachen. Die Inschrift lautete meistens Par ballon monté oder Par le ballon.
Neben diesen Faltbriefen waren jedoch auch Ballonpostkarten für die Beförderung zugelassen. Diese besonderen Ballonpostkarten waren 11 × 7 cm groß. Sie wurden ebenfalls von privater Seite hergestellt. Ihre Inschriften waren denen der Ballonpostbriefe sehr ähnlich.
Innerhalb Frankreichs wurden Karten für 10 und Briefe für 20 Centimes Porto befördert. Für Auslandspost mussten die üblichen Porti entrichtet werden.

## Das Sammelgebiet
Das Sammelgebiet der Pariser Ballonpost ist eines der beliebtesten und interessantesten, aber auch teuersten der Philatelie. Nur wenige Ballonpostbriefe sowie Taubentelegramme sind erhalten geblieben.

## Auswirkungen
Die Pariser Ballonpost begeistert und begeisterte nicht nur Philatelisten. Als Ferdinand Graf von Zeppelin während der Belagerung von Paris die Postballone im Einsatz beobachtete, begann er sich ernsthaft für das Problem der Konstruktion eines „lenkbaren“ Ballons zu interessieren. Die Idee des Zeppelins war spätesten geboren als 1874 der später in gedruckter Form veröffentlichte Vortrag von Reichspostminister Dr. Heinrich Stephan zum Thema „Weltpost und Luftschifffahrt“ bekannt wurde.
In Frankreich führte die Ballonluftbrücke zur Einrichtung eines aeronautischen Établissment bei Chalais-Meudon unter der Leitung der Brüder Charles und Paul Renard.